# Ferenczi Miklós (bibliográfus)
Ferenczi Miklós (Dés, 1886. augusztus 1. – Kolozsvár, 1933. december 30.) magyar könyvtáros, bibliográfus, szótárszerkesztő, történetíró.

## Életútja
Középiskolai tanulmányait a kolozsvári református kollégiumban végezte (1904), majd a kolozsvári egyetem bölcsészkari hallgatója, s közben az egyetemi könyvtárban kezdi meg működését. Történelmi tárgyú dolgozatai közül kiemelkedik Hadadi br. Wesselényi István életéről és kiadatlan naplójáról írt doktori értekezése (1910).
Részt vett Victor Cheresteșiu román-magyar és magyar-román szótárának (Kolozsvár, 1925) szerkesztésében; 1923-tól kezdve főkönyvtáros; ismerteti az Erdélyi Múzeum könyvtárát (Erdélyi Helikon, 1931/1). Jelentős hozzájárulása a romániai magyar könyvészethez Az erdélyi magyar irodalom bibliográfiája c. közleménysorozat, mely György Lajos kezdeményezését folytatva az Erdélyi Tudományos Füzetek (ETF) 14, 18, 21, 31, 38, 52, 64 és 70. számaként külön is megjelent.